# Prodotto notevole
In matematica, un prodotto notevole è un'identità che compare spesso nel calcolo letterale, in particolare per effettuare il prodotto di polinomi di forme particolari. I prodotti notevoli consentono di svolgere più rapidamente i calcoli rispetto all'applicazione diretta delle regole del calcolo letterale (come la moltiplicazione di due polinomi). Inoltre, riconoscere un prodotto notevole è utile per la scomposizione in fattori dei polinomi o di altre espressioni algebriche.

## Quadrato di un binomio e quadrato di un trinomio
Il quadrato di un binomio generico o più generalmente dalla somma algebrica di due termini {\displaystyle (A+B)} può essere espresso come:
{\displaystyle (A+B)^{2}=(A+B)(A+B)=A^{2}+AB+B^{2}+AB=A^{2}+2AB+B^{2}.}
Se il binomio presenta una sottrazione allora il suo quadrato risulterà:
{\displaystyle (A-B)^{2}=(A-B)(A-B)=A^{2}-AB-AB+B^{2}=A^{2}-2AB+B^{2}.}
Le due formule si possono unificare nel seguente modo:
{\displaystyle (A\pm B)^{2}=A^{2}\pm 2AB+B^{2}.}
In generale si può dire quindi che:

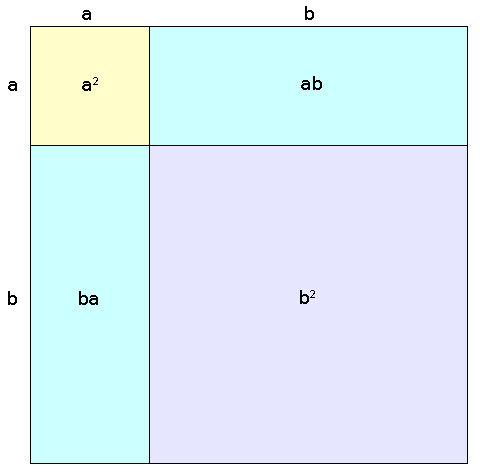
Dimostrazione grafica della formula per calcolare il quadrato di un binomio

Lo sviluppo del quadrato della somma algebrica di due termini è uguale alla somma tra il quadrato del primo termine, il doppio del prodotto tra i due termini ed il quadrato del secondo termine.
La figura rappresenta un quadrato il cui lato è la somma dei due valori {\displaystyle a} e {\displaystyle b}. La sua area vale dunque {\displaystyle (a+b)^{2}}. Ma questa si ottiene anche attraverso l'addizione dell'area del quadrato giallo ({\displaystyle a^{2}}), delle aree dei due rettangoli azzurri ({\displaystyle ab} per ciascuno) e dell'area del quadrato viola ({\displaystyle b^{2}}).
Il quadrato della somma algebrica di tre termini può essere espresso come:
{\displaystyle {\begin{aligned}(A+B+C)^{2}&=(A+B+C)(A+B+C)=\\&=A^{2}+AB+AB+AC+B^{2}+AC+BC+BC+C^{2}=\\&=A^{2}+B^{2}+C^{2}+2AB+2AC+2BC.\end{aligned}}}
Le formule di sopra si possono facilmente generalizzare al caso di polinomi composti da più di due monomi.
In generale si può dire che:
Il quadrato di un polinomio è uguale alla somma dei quadrati di tutti i termini più il doppio prodotto di ogni termine per ciascuno di quelli che lo seguono.

## Cubo di un binomio
Il cubo di un binomio può essere espresso come:
{\displaystyle (x+y)^{3}=(x+y)^{2}(x+y)=x^{3}+x^{2}y+2xy^{2}+2x^{2}y+xy^{2}+y^{3}=x^{3}+3x^{2}y+3xy^{2}+y^{3}.}
e se il binomio presenta una sottrazione:
{\displaystyle (x-y)^{3}=(x-y)^{2}(x-y)=x^{3}-3x^{2}y+3xy^{2}-y^{3}.}
Le due formule si possono unificare nel seguente modo:
{\displaystyle (x\pm y)^{3}=x^{3}\pm 3x^{2}y+3xy^{2}\pm y^{3}.}
Quindi in generale si può dire:
Il cubo di binomio è un polinomio formato dalla somma del cubo del primo termine del binomio, con il cubo del secondo termine, con il triplo del prodotto del quadrato del primo termine per il secondo, con il triplo del prodotto del quadrato del secondo termine per il primo, ciascuno preso con il proprio segno.
La scrittura di queste formule rispetto ai termini cubici in a e in b, è nota come formula di Waring ed è necessaria nella soluzione di sistemi simmetrici, nei quali tutti i termini in x e y sono sostituiti dalle variabili somma s e prodotto p.

## Cubo di un trinomio

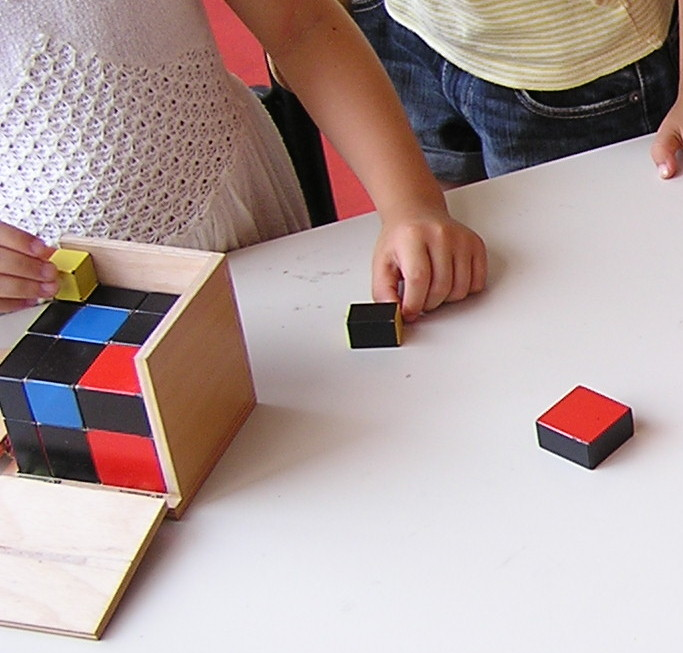
Con il materiale didattico Montessori gli studenti possono esercitarsi sul cubo del trinomio, mediante una rappresentazione tridimensionale cubica scomponibile in diversi solidi geometrici, uno per ogni termine del prodotto notevole

Il cubo di un trinomio può essere calcolato come:
{\displaystyle {\begin{aligned}(x+y+z)^{3}&=(x+y+z)^{2}(x+y+z)=(x^{2}+y^{2}+z^{2}+2xy+2xz+2yz)(x+y+z)=\\&=x^{3}+y^{3}+z^{3}+3x^{2}y+3x^{2}z+3y^{2}x+3y^{2}z+3z^{2}x+3z^{2}y+6xyz.\end{aligned}}}
In generale si può dire quindi che:
Il cubo di un trinomio è uguale alla somma dei cubi dei tre termini, più il triplo prodotto del quadrato di ogni termine per ciascun altro termine, più sei volte il prodotto dei tre termini.
Raccogliendo i termini al quadrato, la formula diventa:
{\displaystyle (x+y+z)^{3}=x^{3}+y^{3}+z^{3}+3x^{2}(y+z)+3y^{2}(x+z)+3z^{2}(x+y)+6xyz.}
Si può quindi affermare che:
Il cubo di un trinomio è uguale alla somma dei cubi dei tre termini, più il triplo prodotto del quadrato di ogni termine per la somma degli altri due, più sei volte il prodotto dei tre termini.
C'è anche una forma meno nota per esprimere il cubo di un trinomio:
{\displaystyle (x+y+z)^{3}=x^{3}+y^{3}+z^{3}+3(x+y)(x+z)(y+z).}
Per verificarla basta sviluppare i prodotti tra parentesi.

## Prodotto della somma di due termini per la loro differenza
{\displaystyle (x+y)(x-y)=x^{2}-xy+xy-y^{2}=x^{2}-y^{2}.}
Il prodotto della somma di due termini per la loro differenza è uguale al quadrato del primo termine meno il quadrato del secondo.
Leggendo l'uguaglianza da destra verso sinistra, si ottiene anche la regola di scomposizione in fattori di un polinomio pari alla differenza di due quadrati.
La prima formula letta al contrario, vista cioè come scomposizione in fattori della differenza di due quadrati, si generalizza per {\displaystyle n} qualsiasi in:
{\displaystyle x^{n}-y^{n}=(x-y)(x^{n-1}+x^{n-2}y+\ldots +xy^{n-2}+y^{n-1})=(x-y)\sum _{k=0}^{n-1}x^{(n-1)-k}y^{k}.}
Se {\displaystyle n} è dispari, vale anche:
{\displaystyle x^{n}+y^{n}=(x+y)(x^{n-1}-x^{n-2}y+\ldots -xy^{n-2}+y^{n-1})=(x+y)\sum _{k=0}^{n-1}(-1)^{k}x^{(n-1)-k}y^{k}.}

### Altri casi
È frequente anche trovare questo prodotto notevole con delle potenze, ma il procedimento di risoluzione si può svolgere allo stesso modo:
{\displaystyle (x+y)^{3}(x-y)^{3}=(x^{2}-y^{2})^{3}.}
La potenza rimane invariata e viene racchiusa tra parentesi nel prodotto notevole svolto. A questo punto si applica il cubo del binomio e si risolve l'espressione in questo modo:
{\displaystyle (x^{2}-y^{2})^{3}=x^{6}-3x^{4}y^{2}+3x^{2}y^{4}-y^{6}.}

### Casi meno evidenti
Il prodotto notevole può essere applicato anche in casi meno evidenti, per esempio:
{\displaystyle (x+y+z)(x-y-z)=(x+y+z)(x-(y+z))=x^{2}-{(y+z)}^{2}.}
Oppure ancora:
{\displaystyle (x+y+z)(x+y-z)=(x+y)^{2}-z^{2}=x^{2}+2xy+y^{2}-z^{2},}
che nel caso {\displaystyle x=a^{2}}, {\displaystyle y=2b^{2}} e {\displaystyle z=2ab}, diventa:
{\displaystyle (a^{2}+2ab+2b^{2})(a^{2}-2ab+2b^{2})=a^{4}+4b^{4}.}
Sostituendo {\displaystyle b} nell'ultima identità con {\displaystyle b/{\sqrt {2}}} si ottiene anche:
{\displaystyle (a^{2}+{\sqrt {2}}ab+b^{2})(a^{2}-{\sqrt {2}}ab+b^{2})=a^{4}+b^{4}}
che comunque non è una fattorizzazione con polinomi a coefficienti interi.
Questi casi possono essere chiamati "riconducibili ad una differenza tra quadrati".

## Somma e differenza tra cubi
Un binomio formato dalla somma di due termini di terzo grado può essere scritto come:
{\displaystyle x^{3}+y^{3}=(x+y)(x^{2}-xy+y^{2}).}
Un binomio formato dalla differenza di due termini di terzo grado può essere scritto come:
{\displaystyle x^{3}-y^{3}=(x-y)(x^{2}+xy+y^{2}).}
Le due formule si possono unificare scrivendole come:
{\displaystyle x^{3}\pm y^{3}=(x\pm y)(x^{2}\mp xy+y^{2}).}
Il trinomio di secondo grado viene talvolta detto falso quadrato perché, rispetto al quadrato di un binomio, il secondo termine manca del coefficiente {\displaystyle 2} e ha il segno opposto. Inoltre nell'insieme dei numeri reali tale trinomio non è mai fattorizzabile nel prodotto di due binomi.

## Somma e differenza tra potenze dello stesso grado
La precedente formula, che riguarda un binomio di terzo grado, può essere generalizzata con le seguenti riduzioni nel campo dei numeri algebrici, dimostrabili passando attraverso le radici complesse coniugate di {\displaystyle f(x)=x^{n}\pm y^{n}}.
Un binomio formato dalla somma di due potenze di egual grado pari può essere scritto come:
{\displaystyle x^{2n}+y^{2n}=\prod _{k=1}^{n}{\Bigl (}x^{2}\pm 2xy\cos {\frac {(2k-1)\pi }{2n}}+y^{2}{\Bigl )}.}
Un binomio formato dalla differenza di due potenze di egual grado pari può essere scritto come:
{\displaystyle x^{2n}-y^{2n}=(x-y)(x+y)\prod _{k=1}^{n-1}{\Bigl (}x^{2}\pm 2xy\cos {\frac {k\pi }{n}}+y^{2}{\Bigl )}.}
Un binomio formato dalla somma o dalla differenza di due potenze di egual grado dispari può essere scritto come:
{\displaystyle x^{2n+1}\pm y^{2n+1}=(x\pm y)\prod _{k=1}^{n}{\Bigl (}x^{2}\pm 2xy\cos {\frac {2k\pi }{2n+1}}+y^{2}{\Bigl )}=(x\pm y)\prod _{k=1}^{n}{\Bigl (}x^{2}\pm 2xy(-1)^{k}\cos {\frac {k\pi }{2n+1}}+y^{2}{\Bigl )}.}
Per esempio, nel caso del quinto grado, si ottiene:
{\displaystyle x^{5}\pm y^{5}=(x\pm y){\Biggl (}x^{2}\mp {\frac {1-{\sqrt {5}}}{2}}xy+y^{2}{\Biggl )}{\Biggl (}x^{2}\mp {\frac {1+{\sqrt {5}}}{2}}xy+y^{2}{\Biggl )},}
mentre nel caso della somma del quarto grado, si ottiene:
{\displaystyle x^{4}+y^{4}=(x^{2}-{\sqrt {2}}xy+y^{2})(x^{2}+{\sqrt {2}}xy+y^{2}).}

## Potenzan-esima di un binomio o della somma algebrica di due termini
Un binomio elevato alla {\displaystyle n}-esima potenza può essere scritto come:
{\displaystyle (A+B)^{n}=\sum _{k=0}^{n}{n \choose k}A^{(n-k)}B^{k},}
dove {\displaystyle {n \choose k}} è il coefficiente binomiale.
La potenza {\displaystyle n}-esima del binomio o della somma algebrica di due termini è composta da {\displaystyle n+1} termini, due dei quali di potenza {\displaystyle n} e coefficiente unitario. Gli esponenti di {\displaystyle A} decrescono da {\displaystyle n} a {\displaystyle 0}, mentre quelli di {\displaystyle B} crescono da {\displaystyle 0} a {\displaystyle n}. I coefficienti binomiali si possono determinare, oltre che con i fattoriali, anche con il triangolo di Tartaglia.